# Donne di Algeri nei loro appartamenti
Donne di Algeri nei loro appartamenti (Femmes d'Alger dans leur appartement) è un dipinto a olio su tela (180x229 cm) del pittore francese Eugène Delacroix, eseguito nel 1834 e conservato al museo del Louvre di Parigi.

## Storia
Delacroix, come già accennato, eseguì le Donne di Algeri nei loro appartamenti nel 1834, sulla base delle annotazioni e degli appunti grafici che aveva raccolto durante il suo viaggio in Nord Africa nel 1832. Esposta nel Salon del 1834, l'opera conobbe un'accoglienza entusiastica, e fu alla fine acquistata dal re Luigi Filippo di Francia per 2.400 franchi, benché Delacroix non fosse intenzionato a venderla. Nel 1874 il dipinto trovò la sua collocazione definitiva nel museo del Louvre, a Parigi, dov'è tuttora esposto.
Nelle Donne di Algeri l'occhio indagatore di Delacroix si sofferma sugli interni di un harem, la parte delle dimore musulmane riservata alle donne e ai bambini e interdetta agli estranei. In quest'accogliente interno algerino si scorgono quattro figure femminili ammantate in coloratissimi abiti orientali: tre sono sedute e stanno parlando tra di loro, mentre la quarta, di colore (si tratta forse di una serva), è vista di spalle mentre sta per uscire. L'atmosfera intima e riservata dell'harem è esaltata dal tendaggio a larghe fasce colorate dello sfondo: nella stanza, tuttavia, troviamo anche un narghilè, uno specchio dalla cornice dorata, un armadio dalle ante scrostate e numerosi tappeti policromi che, sovrapponendosi l'uno sull'altro, oscurano parzialmente le piastrelle del pavimento.
Dal punto di vista tecnico, l'orizzonte è molto alto e induce lo spettatore a soffermarsi dapprima sulle tre donne sedute, per poi indagare gli altri elementi del dipinto. Molto studiati sono gli effetti provocati dalla luce radente che, penetrando da sinistra, crea un'atmosfera di conturbante intimità: la resa luminosa del dipinto è esaltata anche dall'accostamento dei diversi riflessi colorati. Notevole, infine, la resa cromatica dell'opera, dove emerge una sperimentazione che già prelude all'Impressionismo.